# Gustave Buchet
Gustave Buchet, född 5 juni 1888 i Etoy, död 16 juli 1963 i Lausanne, var en schweizisk bildkonstnär med anknytning till det tidiga 1900-talets modernism i form av futurism, dadaism, konstruktivism och purism. 